# Juan de Salazar y Espinosa
Juan de Salazar de Espinosa, fundador da cidade de Assunção, que nasceu em Espinosa de los Monteros, em 1508; e faleceu em Assunção, em 1560.

## Biografia
Em 24 de agosto de 1535, partiu de San Lúcar de Barrameda, como integrante de expedição de Pedro de Mendoza, que tinha como objetivo dar início à colonização espanhola da Bacia do Rio da Prata. No início de janeiro de 1536, a expedição ingressou no Rio da Prata.
Em 4 de outubro de 1536, Juan de Ayolas foi enviado por Pedro de Mendoza, a partir do Forte de Nuestra Señora de la Buena Esperanza, para encontrar riquezas no oeste do continente, liderando uma expedição que contava com 170 homens, divididos em três embarcações.
Em janeiro de 1537, a expedição liderada por Ayolas fez uma pausa para abastecer-se de caça. Nesse lugar, onde futuramente seria fundada a cidade de Assunção, os expedicionários, por intermédio de Jerônimo Romero, ex-integrante da expedição de Sebastião Caboto e guia da nova expedição, que sabia a linguagem dos nativos da etnia timbúe, com os quais conviveu durante vários anos, que era similar à linguagem dos nativos daquele lugar, que eram da etnia guarani, liderados pelo cacique Caracará, fizeram amizade com nativos, que lhes forneceram alimentos.
Quando Pedro de Mendoza retornou à Buenos Aires, foi informado por Hernando de Ribera, ex-integrante da expedição de Sebastião Caboto, que durante anos vivera com nativos na Ilha de Santa Catarina, que Ayolas precisaria de reforços, pois enfrentaria hostilidades de nativos em sua expedição. 
Diante dessas informações, enviou uma nova expedição, composta de 100 homens, divididos em três bergantins, liderados por Juan de Salazar de Espinosa e Gonzalo de Mendoza, que partiu, de Buenos Aires, no dia 15 de janeiro de 1537.
Essa nova expedição encontrou o Forte de Nuestra Señora de la Buena Esperanza abandonado, pois toda a sua guarnição tinha se juntado a guarnição do Forte de Corpus Christi, situado mais ao norte, que fora fundado por Ayolas em 15 de junho de 1536. Chegando ao Forte de Corpus Christi, deixaram uma das embarcações e prosseguiram a viagem.
Subindo o Rio Paraguai, fizeram uma parada em terras habitadas por nativos liderados pelo cacique Caracará, que antes já havia feito contato com a expedição de Ayolas. Nesse lugar, no dia 15 de agosto de 1537, fundaram o Forte de Nossa Senhora de Assunção, que é considerado o marco fundador da cidade de Assunção.
Diante das dificuldades, Salazar decidiu retornar à Buenos Aires e deixou Gonzalo de Mendoza no comando do forte com uma pequena guarnição. 
Quando chegou à Buenos Aires, soube que Pedro de Mendoza havia retornado à Espanha e que havia deixado Francisco Ruiz Galán no comando de Buenos Aires. Ao saber da fundação de Assunção, e diante das dificuldades enfrentadas em Buenos Aires, Ruiz Galán decidiu remover toda a guarnição para Assunção.
Nessa época, também chegava à Assunção Domingos Martínez de Irala, integrante da expedição de Ayolas que deveria aguardar o seu retorno em Candelária, mas que diante das hostilidades dos nativos decidiu abandonar o posto e reencontrar outros espanhóis.
Em 1544, durante em decorrência de um levante contra Cabeza de Vaca, foi enviado de volta à Espanha, mas três anos depois retornou à Assunção com o cargo de tesoureiro.